# Andrea Hernández Gutiérrez
Andrea Estefanía Hernández Gutiérrez, (Parral, 26 de abril de 1997) es una periodista deportiva chilena. Es destacada por conducir programas como SportsCenter. 

## Biografía
Creció en la ciudad de Parral, donde realizó parte de su enseñanza básica en el Instituto Parral y otra parte en el Colegio San José de Parral,  en donde terminó su enseñanza media. Andrea tomó la decisión de estudiar periodismo ad portas de rendir la PSU (Prueba de selección universitaria).
Estudió periodismo en la Universidad de Chile desd el año 2016 hasta el 2021. Andrea comenzó a vivir sola desde los 17 años en Santiago de Chile, posteriormente, se mudó por trabajo a Buenos Aires, Argentina.
Es hincha de Colo Colo, por herencia su abuelo y su padre, preferencia que fue inculcada desde su infancia.
Uno de sus hobbies es la música, donde se destaca en el violín. En el año 2019 y 2020 tocó el himno de la Champions League y de Colo Colo. 

## Trayectoria profesional
Inició su carrera profesional en la Universidad cubriendo deporte universitario, primero entre los campeonatos interfacultades de la Universidad de Chile. Creando un programa radial llamado “Deporte Azul” para el Campus Juan Gómez Millas (JGM) en 2017.
Realizó su práctica en la radio Bío-Bío en 2018 y 2019. Ahí tuvo la oportunidad de cubrir los Juegos Panamericanos de Lima 2019: “Me nació el bichito de conocer el mundo más ligado al polideportivo y el olimpismo. Este país es muy futbolizado, pero es bueno abrir la brecha hacia otros deportes. Hay gente que merece un espacio y tener más cobertura”.
En enero del 2020 empezó a trabajar para el canal de deportes ESPN. Desde 2021 hasta 2022 trabajó conduciendo SportsCenter Chile en un estudio de ESPN Argentina en Buenos Aires. En 2023 trabajó en los estudios de ESPN Chile en distintos programas de la cadena deportiva.
Desde abril de 2024 es parte del Área Deportiva del canal Mega.